# Star Wars: X-Wing (Computerspielreihe)
Star Wars: X-Wing ist eine im Star-Wars-Universum angesiedelte Flugsimulator-Reihe, die ab Teil 2 von Totally Games entwickelt und von LucasArts veröffentlicht wurde.

## Star Wars: X-Wing
X-Wing ist der erste Teil der Serie und kam im Jahr 1993 auf den Markt. Das Spiel ist als Flugsimulation gestaltet und versetzt den Spieler in die Rolle eines Piloten der Rebellenallianz. Im Auftrag der Rebellen erfüllt der Spieler mehrere lose zusammenhängende Missionen mit seinem Sternjäger.
X-Wing wurde von den Kritikern positiv aufgenommen. Tester lobten das authentische Verhalten der Fahrzeuge, auch wenn es sehr anspruchsvoll sei. Das Spiel erhielt mehrere Auszeichnungen, darunter eine Origin Award. Auch in kommerzieller Hinsicht war der X-Wing-Titel erfolgreich. Er entwickelte sich schnell zu einem der erfolgreichsten Spiele des Jahres 1993.

## Star Wars: TIE Fighter
Als Nachfolger von Star Wars: X-Wing erschien 1994 TIE Fighter. Hier übernimmt der Spieler die Rolle eines Piloten in der Imperialen Flotte. Erneut nimmt er an verschiedenen Einsätze teil, die allerdings nur geringe Berührungspunkte mit den Filmen haben. Zusätzlich zu den Hauptaufträgen erhält der Spieler noch optionale Aufgaben durch einen Geheimbund des Imperators. Im Gegensatz zu X-Wing ist der Spieler hier meist als Teil einer größeren Flotte im Einsatz und besitzt die Möglichkeit, Verstärkungen anzufordern.
Auch TIE Fighter wurde von der Presse gelobt. Tester bezeichneten es bisweilen als beste Flugsimulation aller Zeiten.

## Star Wars: X-Wing vs. TIE Fighter
X-Wing vs. TIE Fighter besitzt ein anderes Konzept als die Vorgänger. Es wurde als eine Zusammenstellung von X-Wing und TIE Fighter konzipiert, die deren Inhalte in einen umfangreichen Mehrspieler-Modus einbettet, in dem bis zu acht Spieler gegeneinander antreten können. Auf eine Einzelspieler-Kampagne mit einem eigenen Handlungsstrang wurde dagegen verzichtet. Dieser wurde allerdings mit einer Erweiterung unter dem Titel Balance of Power nachgeliefert.

## Star Wars: X-Wing Alliance
X-Wing Alliance wurde 1999 als abschließender Teil der X-Wing-Reihe von LucasArts veröffentlicht. Das Konzept ähnelt den ersten beiden Teilen der Reihe. Der Spieler beginnt eine Karriere als Mitglieder einer Händlerfamilie und erhält in der ersten Mission sein eigenes Raumschiff. Im Gegensatz zu den Vorgängerspielen ist dies anstelle eines Sternjägers ein Frachtschiff. Erst nachdem der Spieler sich der Rebellenallianz angeschlossen hat, werden die aus den Filmen bekannten Raumschifftypen übernommen. Die Missionen sind teilweise an die Filme angelehnt. So nimmt der Spieler beispielsweise am Angriff auf den zweiten Todesstern teil.
Auch Alliance wurde von den Kritikern positiv aufgenommen. Der Großteil der Tester kam zu dem Schluss, dass das Spiel in den Punkten Konzept, Grafik, und Handlung auf dem hohen Niveau der Vorgänger sei und dies stellenweise noch übertreffe.